# Campionati francesi di sci alpino 2021
I Campionati francesi di sci alpino 2021 si sono svolti a Châtel, a Les Gets e a Saint-Jean-d'Aulps dal 24 al 31 marzo. Il programma ha incluso gare di discesa libera, supergigante, slalom gigante, slalom speciale e combinata, sia maschili sia femminili.
Trattandosi di competizioni valide anche ai fini del punteggio FIS, hanno potuto partecipare anche sciatori di altre federazioni, senza che questo consentisse loro di concorrere al titolo nazionale francese. 

## Risultati

### Uomini

#### Discesa libera
| Pos. | Atleta              | Nazione  | Tempo   |
| ---- | ------------------- | -------- | ------- |
| 1    | Matthieu Bailet     | Francia  | 1:08,85 |
| 2    | Nils Alphand        | Francia  | 1:08,99 |
| 3    | Nicolas Raffort     | Francia  | 1:09,22 |
| 4    | Blaise Giezendanner | Francia  | 1:09,28 |
| 4    | Roy Piccard         | Francia  | 1:09,28 |
| 6    | Adrien Théaux       | Francia  | 1:09,49 |
| 7    | Nils Allègre        | Francia  | 1:09,50 |
| 8    | Christophe Torrent  | Svizzera | 1:09,53 |
| 9    | Florian Loriot      | Francia  | 1:09,56 |
| 10   | Sam Alphand         | Francia  | 1:09,59 |

Data: 31 marzo

Località: Châtel

#### Supergigante
| Pos. | Atleta                | Nazione  | Tempo   |
| ---- | --------------------- | -------- | ------- |
| 1    | Adrien Fresquet       | Francia  | 1:19,42 |
| 2    | Nils Allègre          | Francia  | 1:19,69 |
| 3    | Lukas Zippert         | Svizzera | 1:20,13 |
| 4    | Johan Clarey          | Francia  | 1:20,33 |
| 5    | Florian Loriot        | Francia  | 1:20,40 |
| 6    | Victor Muffat Jeandet | Francia  | 1:20,47 |
| 7    | Blaise Giezendanner   | Francia  | 1:20,51 |
| 8    | Diego Orecchioni      | Francia  | 1:20,59 |
| 9    | Arnaud Alessandria    | Monaco   | 1:20,65 |
| 10   | Nils Alphand          | Francia  | 1:20,69 |

Data: 29 marzo

Località: Châtel

#### Slalom gigante
| Pos. | Atleta                | Nazione | Tempo   |
| ---- | --------------------- | ------- | ------- |
| 1    | Victor Muffat Jeandet | Francia | 2:08,97 |
| 2    | Thibaut Favrot        | Francia | 2:09,57 |
| 3    | Cyprien Sarrazin      | Francia | 2:09,88 |
| 4    | Diego Orecchioni      | Francia | 2:10,00 |
| 5    | Guerlain Favre        | Francia | 2:10,17 |
| 6    | Loévan Parand         | Francia | 2:10,47 |
| 7    | Baptiste Alliot Lugaz | Francia | 2:10,69 |
| 8    | Rémy Falgoux          | Francia | 2:10,70 |
| 9    | Auguste Aulnette      | Francia | 2:10,78 |
| 10   | Thomas Lardon         | Francia | 2:10,80 |

Data: 28 marzo

Località: Saint-Jean-d'Aulps

#### Slalom speciale
| Pos. | Atleta                | Nazione | Tempo   |
| ---- | --------------------- | ------- | ------- |
| 1    | Victor Muffat Jeandet | Francia | 1:42,35 |
| 2    | Clément Noël          | Francia | 1:42,67 |
| 3    | Léo Anguenot          | Francia | 1:44,35 |
| 4    | Baptiste Alliot Lugaz | Francia | 1:44,56 |
| 5    | Diego Orecchioni      | Francia | 1:45,05 |
| 6    | Steven Amiez          | Francia | 1:45,10 |
| 7    | Victor Bessière       | Francia | 1:45,67 |
| 8    | Elliott Piccard       | Francia | 1:45,72 |
| 9    | Guerlain Favre        | Francia | 1:45,87 |
| 10   | Jérémie Lagier        | Francia | 1:45,92 |

Data: 27 marzo

Località: Les Gets

#### Combinata
| Pos. | Atleta                | Nazione  | Tempo   |
| ---- | --------------------- | -------- | ------- |
| 1    | Victor Muffat Jeandet | Francia  | 1:55,61 |
| 2    | Léo Anguenot          | Francia  | 1:56,61 |
| 3    | Florian Loriot        | Francia  | 1:56,73 |
| 4    | Augustin Bianchini    | Francia  | 1:56,74 |
| 5    | Jérémie Lagier        | Francia  | 1:56,84 |
| 6    | Guerlain Favre        | Francia  | 1:57,00 |
| 7    | Nils Allègre          | Francia  | 1:57,03 |
| 8    | Hugo Desgrippes       | Francia  | 1:57,08 |
| 9    | Lukas Zippert         | Svizzera | 1:57,29 |
| 10   | Auguste Aulnette      | Francia  | 1:57,60 |

Data: 29 marzo

Località: Châtel

### Donne

#### Discesa libera
| Pos. | Atleta                | Nazione  | Tempo   |
| ---- | --------------------- | -------- | ------- |
| 1    | Esther Paslier        | Francia  | 1:15,17 |
| 2    | Tifany Roux           | Francia  | 1:15,78 |
| 3    | Laura Gauché          | Francia  | 1:15,79 |
| 4    | Camille Cerutti       | Francia  | 1:16,21 |
| 5    | Loïs Abouly           | Francia  | 1:16,32 |
| 6    | Anna Schillinger      | Germania | 1:16,59 |
| 7    | Karen Smadja-Clément  | Francia  | 1:16,63 |
| 8    | Doriane Escané        | Francia  | 1:17,78 |
| 9    | Coralie Frasse Sombet | Francia  | 1:17,88 |
| 10   | Paola Orecchioni      | Francia  | 1:17,89 |

Data: 24 marzo

Località: Châtel

#### Supergigante
| Pos. | Atleta                     | Nazione  | Tempo   |
| ---- | -------------------------- | -------- | ------- |
| 1    | Camille Cerutti            | Francia  | 1:00,28 |
| 2    | Tifany Roux                | Francia  | 1:00,47 |
| 3    | Esther Paslier             | Francia  | 1:00,68 |
| 4    | Tiffany Gauthier           | Francia  | 1:00,72 |
| 5    | Laura Gauché               | Francia  | 1:00,77 |
| 6    | Katrin Hirtl-Stanggaßinger | Germania | 1:01,26 |
| 7    | Marion Chevrier            | Francia  | 1:01,45 |
| 8    | Doriane Escané             | Francia  | 1:01,59 |
| 9    | Karen Smadja-Clément       | Francia  | 1:01,68 |
| 10   | Ania Monica Caill          | Romania  | 1:01,70 |
| 10   | Meike Pfister              | Germania | 1:01,70 |

Data: 25 marzo

Località: Châtel

#### Slalom gigante
| Pos. | Atleta                | Nazione | Tempo   |
| ---- | --------------------- | ------- | ------- |
| 1    | Doriane Escané        | Francia | 2:07,34 |
| 2    | Carmen Haro           | Francia | 2:07,66 |
| 3    | Coralie Frasse Sombet | Francia | 2:08,32 |
| 4    | Axelle Chevrier       | Francia | 2:08,37 |
| 5    | Paola Orecchioni      | Francia | 2:08,55 |
| 6    | Candice David         | Francia | 2:08,74 |
| 7    | Marion Chevrier       | Francia | 2:08,78 |
| 8    | Clarisse Brèche       | Francia | 2:08,80 |
| 9    | Caitlin McFarlane     | Francia | 2:08,84 |
| 10   | Camille Cerutti       | Francia | 2:08,85 |

Data: 26 marzo

Località: Saint-Jean-d'Aulps

#### Slalom speciale
| Pos. | Atleta               | Nazione | Tempo   |
| ---- | -------------------- | ------- | ------- |
| 1    | Nastasia Noens       | Francia | 1:49,17 |
| 2    | Kim Vanreusel        | Belgio  | 1:49,80 |
| 3    | Caitlin McFarlane    | Francia | 1:50,67 |
| 4    | Perrine Clair        | Francia | 1:50,84 |
| 4    | Lucrezia Lorenzi     | Italia  | 1:50,84 |
| 6    | Laurine Lugon-Moulin | Francia | 1:50,87 |
| 7    | Alizée Dahon         | Francia | 1:50,95 |
| 8    | Martina Perruchon    | Italia  | 1:51,03 |
| 9    | Kenza Lacheb         | Francia | 1:51,28 |
| 10   | Clarisse Brèche      | Francia | 1:51,42 |
| 10   | Candice David        | Francia | 1:51,42 |

Data: 27 marzo

Località: Les Gets

#### Combinata
| Pos. | Atleta               | Nazione | Tempo   |
| ---- | -------------------- | ------- | ------- |
| 1    | Doriane Escané       | Francia | 1:40,11 |
| 2    | Laura Gauché         | Francia | 1:40,13 |
| 3    | Camille Cerutti      | Francia | 1:40,58 |
| 4    | Laurine Lugon-Moulin | Francia | 1:40,65 |
| 5    | Marion Chevrier      | Francia | 1:40,71 |
| 6    | Candice David        | Francia | 1:40,76 |
| 7    | Axelle Chevrier      | Francia | 1:40,89 |
| 8    | Lola Avenier Bodion  | Francia | 1:41,04 |
| 9    | Clarisse Brèche      | Francia | 1:41,33 |
| 10   | Carmen Haro          | Francia | 1:41,39 |

Data: 25 marzo

Località: Châtel